# Fontenet
Fontenet là một xã trong tỉnh Charente-Maritime trong vùng Nouvelle-Aquitaine, tây nam nước Pháp. Xã Fontenet nằm ở khu vực có độ cao trung bình 25 mét trên mực nước biển.